# HMS Aldenham (L22)
«Альденгам» (L22) (англ. HMS Aldenham (L22) — військовий корабель, ескортний міноносець типу «Хант» «III» підтипу Королівського військово-морського флоту Великої Британії за часів Другої світової війни. «Альденгам» був останнім есмінцем Королівського флоту втраченим у ході боїв Другої світової війни.
«Альденгам» був закладений 22 серпня 1940 року на верфі компанії Cammell Laird у Беркенгеді. 5 лютого 1942 року увійшов до складу Королівських ВМС Великої Британії.